# Flensborg Gamle Kirkegård
Flensborg Gamle Kirkegård (tysk Alter Friedhof ) er en kirkegård i Flensborg umiddelbart over for museerne på Museumsberg mellem Reberbanen og Stuhrs Allé. Den blev indviet i 1811 under Napoleonskrigene som den første kommunale kirkegård i Sønderjylland med et areal på 2,6 ha. Frem til 1872 var det byens største kirkegård. Den blev i 1872 aflastet af Møllekirkegården, i 1911 kom Fredshøj Kirkegård til. Kirkegården blev taget ud af drift og fredet i 1950. Indtil da har der fundet cirka 25.000 begravelser sted.
Kirkegårdens oprettelse i årene 1810-1813 skyldtes primært oplysningstidens nye verdensbillede og hygiejniske grunde, der påbød at finde arealer uden for byernes tætbefolkede områder. Flensborg Gamle Kirkegård var en af de første danske kirkegårde, som blev oprettet uden direkte tilknytning til en sognekirke.
Ved kirkegårdens nordlige indgang ligger sig Bundsens Kapel. Den klassicistiske kapel blev skabt af arkitekten Axel Bundsen og blev opført i forbindelse med kirkegårdens etablering i 1813. Kapellet har form som en antik sarkofag med store porte mod nord (byen) og syd (kirkegården). Portene symboliserer overgangen fra Jorden til Himmelen. Kapellets indre præges af fine nyklassicistiske stukelementer.
I nærheden af Bundsens Kapel stod Istedløven til 1864. Monumentet blev oprettet i 1862 til minde om Slaget på Isted Hede nær Slesvig by. Men allerede to år efter opstillingen væltede tyskerne løven fra soklen og førte monumentet som krigsbytte til Berlin. Monumentet, der efter 2. verdenskrig blev ført til København, stod udenfor Tøjhusmuseet i København, indtil det 10. september 2011 blev flyttet tilbage til kirkegården til det sted, hvor det oprindeligt stod.
På kirkegården findes også en række krigergrave fra slagene i de Slesvigske krige. Cirka 2.400 danske soldater er begravet på den gamle kirkegård. Desuden ligger der tyske, østrigske og svenske soldater. Blandt de danske faldne er generalmajor Friderich Adolph Schleppegrell og oberst Frederik Læssøe, som begge faldt ved Isted i 1850. Ved siden af gravene ligger mindehøjen for kong Frederik 7. med mindetavle; og marmorplader over dræbte soldater fra Slaget på Isted Hede.
I kirkegårdens østlige del findes gravmonumentet for den flensborgske købmandsfamilie Christiansen, som blev tegnet af den tyske arkitekt Karl Friedrich Schinkel.

## Galleri
- Mindehøjen for de faldne med Istedløven i baggrunden
- Bundsens kapel
- Interiør fra Bundsens kapel
- Istedløven